# Margaretamys
Margaretamys é um género de roedor da família Muridae.

## Espécies
- Margaretamys beccarii (Jentink, 1880)
- Margaretamys elegans Musser, 1981
- Margaretamys parvus Musser, 1981